# Am Wienerberg

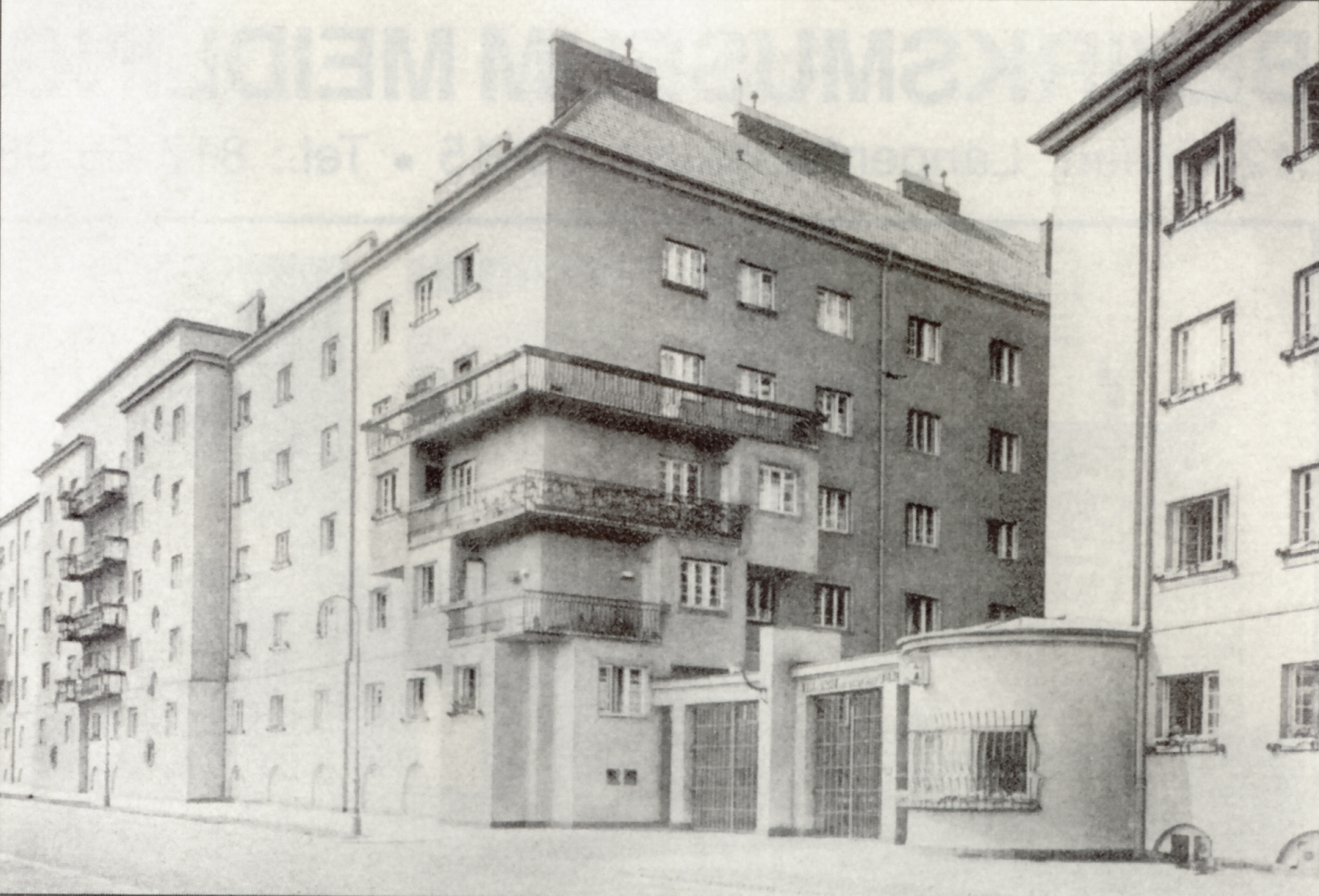
Wohnhausanlage Am Wienerberg von der Seite der Cothmanstraße im Jahre 1930

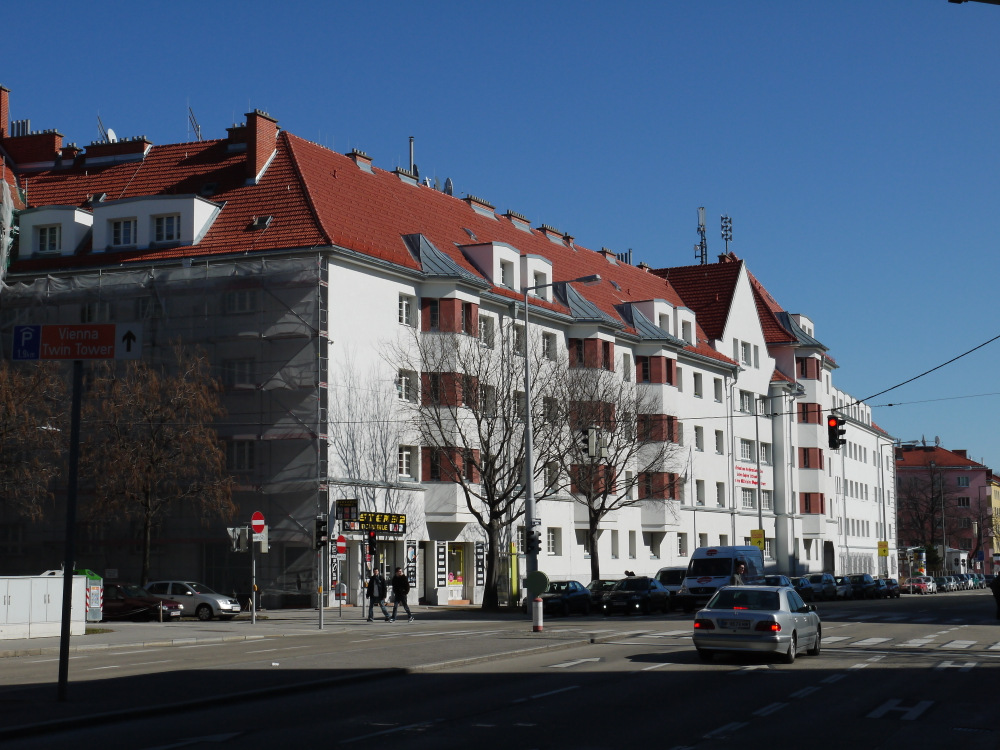
Die Anlage wird derzeit saniert; Stand März 2012

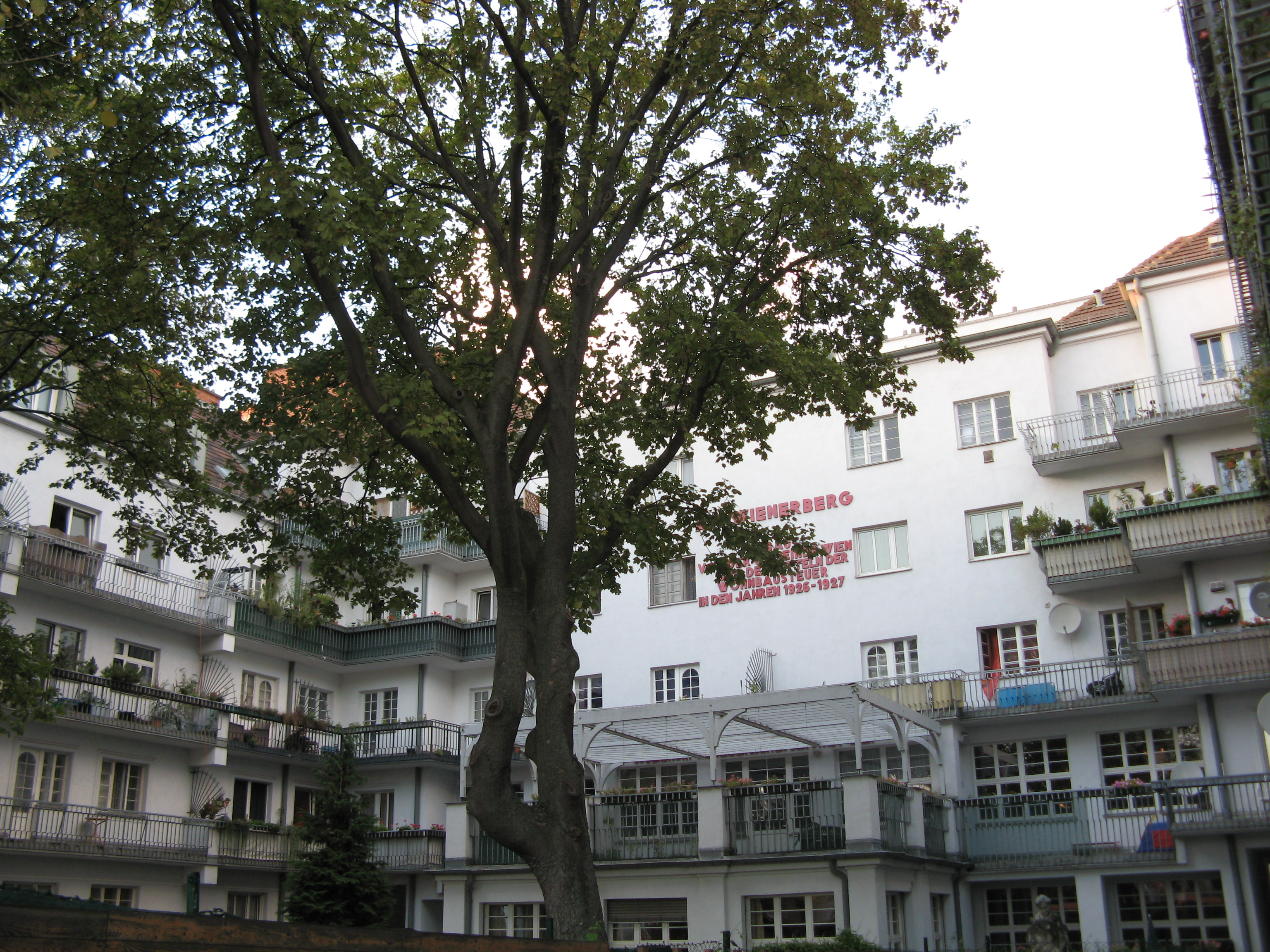
Älterer Bauteil, Wienerbergstraße 16

Am Wienerberg ist eine städtische Wohnhausanlage der Gemeinde Wien, die 1925 bis 1927 nach Plänen der Architekten Rudolf Perco, Rudolf Frass, Karl Dorfmeister, Camillo Fritz Discher und Paul Gütl in der Wienerbergstraße 16–20 in Wien-Meidling errichtet wurde.

## Baubeschreibung
Die Wohnanlage in der Wienerbergstraße wird durch die Cothmanstraße, Unter-Meidlinger Straße und Pirkebnerstraße umschlossen. Sie bietet Platz für 769 Wohnungen auf 42 Stiegen. Es handelt sich um einen sozialen Wohnbau des Roten Wien der Zwischenkriegszeit. 
Der ältere Bauteil in der Wienerbergstraße 16–18 stammt von Rudolf Perco, Rudolf Frass und Karl Dorfmeister. Es ist ein zur Straße hin offener U-förmiger Hof, der durch lange Balkone gegliedert wird und in dessen Mitte sich ein Kindergarten mit zwei Plastiken, die mit Tieren spielende Kinder darstellen, befindet. Dahinter schließt sich ein geschlossener Innenhof mit interessanten Stiegenhäusern an.
Nebenan, in der Wienerbergstraße 20, befindet sich der jüngere Bauteil, der von Camillo Fritz Discher und Paul Gütl stammt. Er fällt gegenüber dem älteren Teil künstlerisch etwas ab und wirkt durch seinen hohen Verbauungsgrad beengt.
Die Fassade des Häuserblocks ist in weißer Farbe gehalten und durch zahlreiche Erker, Giebel, Balkone und Loggien lebhaft gegliedert. Die Anlage, deren Architekten allesamt Schüler von Otto Wagner waren, bietet ein eher traditionelles, romantisches Bild.
Die beiden Bauteile stehen jeweils einzeln unter Denkmalschutz, vgl. die Liste der denkmalgeschützten Objekte in Wien/Meidling.